# Takaši Ono (gymnasta)
Takaši Ono (* 26. července 1931, Noširo) je bývalý japonský gymnasta.
Je držitelem třinácti olympijských medailí, což je japonský rekord. Pět z nich je zlatých, z nich pak tři individuální – jedna z přeskoku na olympijských hrách v Římě roku 1960 a dvě z hrazdy – z Říma a z her v Melbourne roku 1956. Dvě zbylé zlaté jsou ze soutěže družstev. Krom toho má čtyři olympijská stříbra a čtyři bronzy. Má také dva tituly mistra světa, oba získal v Praze roku 1962, na hrazdě a s japonským družstvem. V roce 1998 byl uveden do Mezinárodní gymnastické síně slávy.